# Baldassare Di Maggio
Baldassare Di Maggio (* 19. November 1954 in San Giuseppe Jato), genannt „Balduccio“, war Oberhaupt der San-Giuseppe-Jato-Familie und führendes Mitglied der sizilianischen Mafia. Baldassare Di Maggio spielte als „Pentito“ eine bedeutende Rolle im Maxi-Prozess gegen die Mafia. Er half mit seiner Aussage, dass gegenüber Salvatore Riina belastendes Material gefunden werden konnte. So soll im Jahr 1987 Riina Giulio Andreotti dreimal auf die Wange geküsst zu haben, was eine tiefe Verwicklung des Politikers mit der Mafia bekundete.

## Leben
Di Maggio wurde in San Giuseppe Jato in der Provinz Palermo geboren und 1981 von der örtlichen Mafia-Familie unter der Leitung von Bernardo Brusca initiiert. Er war im November 1982, während des Zweiten Mafiakrieges, an der Eliminierung von Rosario Riccobono und 14 weiteren Männern aus dem Mafiaclan Riccobonos auf dem Anwesen La Favarella, welches sich im Besitz von Michele Greco befand, beteiligt.  2001 erhielt er dafür nur eine 11-jährige Haftstrafe, da seine Aussagen als Regierungszeuge berücksichtigt wurden. Als der Capomafia der San Giuseppe Jato-Familie, Bernardo Brusca, ein Mitglied der sizilianischen Mafia-Kommission, ins Gefängnis kam und sein Sohn Giovanni Brusca nach Linosa verbannt wurde, wurde Di Maggio amtierendes Familienoberhaupt. Als Giovanni Brusca im Jahr 1990 zurückkehrte, stellte Di Maggio einer unerwünschte Person dar, die beseitigt werden musste. Riina rief ein Friedenstreffen ein, jedoch Di Maggio vermutete eine Falle, und floh aus Angst um sein Leben aus Sizilien.
Di Maggio wurde am 8. Januar 1993 in der piemonteser Stadt Borgomanero in der Nähe von Novara wegen illegalen Waffenbesitz festgenommen. Er gab sofort zu, dass er ein Ehrenmann („uomo d’onore“) war und bot der Polizei seine Hilfe an, um Totò Riina zu finden. Di Maggio war typisch für eine neue Generation der Mafia, die irgendwann von der Gewaltherrschaft der Corleonesi desillusioniert war. Er war innerhalb dieser Organisation aufgestiegen, indem er unzählige Morde für Riina und die Mafia von San Giuseppe Jato beging. Di Maggio, ehemaliger Fahrer von Riina, wurde nach Palermo gebracht, um einem Spezialteam der Carabinieri zu helfen, Riina zu lokalisieren und die vom Capo di tutti Capi geschaffene Schutzstruktur zu durchbrechen. Riina wurde am 15. Januar 1993 verhaftet. Einige Personen, darunter Giovanni Brusca, behaupteten, dass Di Maggios Führung ein Deckmantel für die Tatsache war, dass der langjährige Flüchtling Bernardo Provenzano seinen früheren Mitarbeiter Riina verraten hatte. Di Maggio gab den Ermittlern auch wichtige Links zur Ermordung des Antimafia-Richters Giovanni Falcone.
Di Maggio behauptete, bei einem Mafiatreffen mit Giulio Andreotti anwesend gewesen zu sein, bei dem Totò Riina den ehemaligen Premierminister angeblich mit einem „Ehrenkuss“ begrüßte. Er sagte gegenüber der Staatsanwaltschaft von Palermo aus: „Ich bin mir absolut sicher, dass ich Giulio Andreotti erkannt habe, weil ich ihn oft im Fernsehen gesehen habe. Ich habe den Kuss, den Andreotti und Salvatore Riina ausgetauscht haben, als Zeichen des Respektes interpretiert.“
Laut Di Maggio ereignete sich der Vorfall im September 1987 im Haus von Ignazio Salvo in Palermo, einem hochrangigen Mitarbeiter Andreottis, der von Informanten beschuldigt wurde, einer der Hauptkontakte des Politikers mit der Cosa Nostra zu sein. „Als wir eintraten, waren die Anwesenden der Honoration von Giulio Andreotti und Salvo Lima zugegen. Sie standen auf und ich schüttelte ihre Hand und küsste Ignazio Salvo. Riina begrüßte jedoch alle drei Menschen mit einem Kuss.“
Andreotti wies die Anklage gegen ihn als „Lüge und Verleumdung ... der Kuss von Riina, Mafia-Gipfel ... Szenen aus einem Comic-Horrorfilm“ ab. Der erfahrene Journalist Indro Montanelli bezweifelte die Behauptung und sagte, dass Andreotti nicht einmal seine eigenen Kinder küsse. Di Maggios Glaubwürdigkeit war in den letzten Wochen des Andreotti-Prozesses erschüttert worden, als er zugab, einen Mann unter staatlichem Schutz getötet zu haben. Die Richter des Berufungsgerichts lehnten Di Maggios Aussage über den Kuss des Respekts ab.